# Diòcesi de Nona
Nona (en llatí: Dioecesis Nonensis; en croat: Ninska biskupija) és una diòcesi de l'església catòlica suprimida l'any 1828 a Nin, Croàcia. El seu territori ha estat incorporat a l'arquebisbat de Zadar. Actualment sobreviu com a seu episcopal titular. Se'n conserva l'església de la Santa Creu, del segle IX.